# Ignasi Vilarrasa
Ignasi Vilarrasa Palacios (Granollers, 23 agosto 1999) è un calciatore spagnolo, difensore del Córdoba.

## Carriera
Vilarrasa è entrato a far parte delle giovanili del Barcellona nel 2007 e vi è rimasto fino al 2009, per poi giocare con Mollet, Damm e Cornellà. Nel 2018 ha fatto ritorno al Barcellona con cui ha firmato un contratto triennale, ed è stato subito prestato al Cornellà. Ha giocato il suo primo incontro ufficiale il 6 ottobre 2018 contro il Castellón in Segunda División B. Nel calciomercato invernale è stato richiamato ed assegnato al Barcellona B, dove ha trascorso la seconda metà di stagione.
Il 3 settembre 2019 ha firmato un contratto di tre anni con il Real Valladolid che lo ha assegnato alla seconda squadra. Il 5 maggio 2021 ha esordito in prima squadra nell'incontro di Coppa del Re vinto 3-2 contro il Marbella FC.
Rimasto svincolato, nell'estate del 2021 ha firmato con l'Atlético Baleares e l'anno successivo con l'Huesca, approdando per la prima volta in Segunda División.
L'11 agosto 2025 si trasferisce a parametro zero al Córdoba.

## Statistiche

### Presenze e reti nei club
Statistiche aggiornate al 4 febbraio 2024.
| Stagione        | Squadra           | Campionato      | Campionato | Campionato | Coppe nazionali | Coppe nazionali | Coppe nazionali | Coppe continentali | Coppe continentali | Coppe continentali | Altre coppe | Altre coppe | Altre coppe | Totale | Totale | Totale |
| Stagione        | Squadra           | Comp            | Pres       | Reti       | Comp            | Pres            | Reti            | Comp               | Pres               | Reti               | Comp        | Pres        | Reti        | Pres   | Reti   |        |
| --------------- | ----------------- | --------------- | ---------- | ---------- | --------------- | --------------- | --------------- | ------------------ | ------------------ | ------------------ | ----------- | ----------- | ----------- | ------ | ------ | ------ |
| 2018-gen. 2019  | Cornellà          | SDB             | 9          | 0          | CR              | 0               | 0               |                    | -                  | -                  |             | -           | -           | 9      | 0      |        |
| gen.-giu. 2019  | Barcellona B      | SDB             | 10         | 1          |                 | -               | -               |                    | -                  | -                  |             | -           | -           | 10     | 1      |        |
| 2019-2020       | Real Valladolid B | SDB             | 15         | 0          |                 | -               | -               |                    | -                  | -                  |             | -           | -           | 15     | 0      |        |
| 2020-2021       | Real Valladolid B | SDB             | 14         | 1          |                 | -               | -               |                    | -                  | -                  |             | -           | -           | 14     | 1      |        |
| 2020-2021       | Real Valladolid   | PD              | 0          | 0          | CR              | 3               | 0               |                    | -                  | -                  |             | -           | -           | 3      | 0      |        |
| 2021-2022       | Atlético Baleares | PDR             | 34         | 2          | CR              | 4               | 0               |                    | -                  | -                  |             | -           | -           | 38     | 2      |        |
| 2022-2023       | Huesca            | SD              | 29         | 0          | CR              | 1               | 0               |                    | -                  | -                  |             | -           | -           | 30     | 0      |        |
| 2023-2024       | Huesca            | SD              | 24         | 3          | CR              | 3               | 0               |                    | -                  | -                  |             | -           | -           | 27     | 3      |        |
| Totale carriera | Totale carriera   | Totale carriera | 135        | 7          |                 | 11              | 0               |                    | -                  | -                  |             | -           | -           | 146    | 11     |        |